# Richard Hurndall
Richard Gibbon Hurndall (ur. 3 listopada 1910 w Darlington; zm. 13 kwietnia 1984 w Londynie) – brytyjski aktor telewizyjny, radiowy oraz teatralny.
W latach młodości uczęszczał do Claremont Preparatory School, Darlington College oraz Scarborough College. Był absolwentem Royal Academy of Dramatic Art. Jego pierwsze role to głównie sztuki teatralne w Stratford-upon-Avon. W latach 1949–1952 współpracował z BBC Radio.
Najbardziej kojarzony jest jako trzeci gospodarz programu pt.: This I Believe na antenie Radio Luxembourg.
Jako aktor telewizyjny wystąpił w wielu serialach, w tym m.in.: Rewolwer i melonik, Partnerzy, Blake's 7 czy Whodunit. Zagrał główne role w Spindoe i The Power Game.
W 1983 podczas obchodów 20-lecia powstania serialu Doktor Who wygrał casting na aktora, który mógłby zastąpić zmarłego Williama Hartnella w historii The Five Doctors.
Zmarł na atak serca w wieku 73 lat w Londynie, 5 miesięcy po premierze The Five Doctors.